# Liste des sites Natura 2000 des Alpes-de-Haute-Provence
Cet article recense les sites Natura 2000 des Alpes-de-Haute-Provence, en France.

## Statistiques
Les Alpes-de-Haute-Provence compte 27 sites classés Natura 2000. 23 bénéficient d'un classement comme site d'importance communautaire, 4 comme zones de protection spéciale.

## Liste
| Site                                                               | Type | Superficie (ha) | Fiche     | Coordonnées                      | Photo                                                                   |
| ------------------------------------------------------------------ | ---- | --------------- | --------- | -------------------------------- | ----------------------------------------------------------------------- |
| Adrets de Montjustin - Les Craux - Rochers et crêtes de Volx       | SIC  | +03 585,        | FR9301542 | 43° 52′ 01″ nord, 5° 44′ 31″ est |                                                                         |
| Asse                                                               | SIC  | +21 890,        | FR9301533 | 43° 56′ 53″ nord, 6° 22′ 04″ est |                                                                         |
| Basses gorges du Verdon                                            | SIC  | +01 280,        | FR9301615 | 43° 42′ 33″ nord, 5° 59′ 40″ est |                                                                         |
| Buëch                                                              | SIC  | +02 431,        | FR9301519 | 44° 17′ 48″ nord, 5° 50′ 02″ est |                                                                         |
| Calavon et Encrême                                                 | SIC  | +00968,         | FR9301587 | 43° 51′ 25″ nord, 5° 13′ 38″ est |                                                                         |
| Cheval Blanc - Montagne des Boules - Barre des Dourbes             | SIC  | +08 275,        | FR9301530 | 44° 07′ 10″ nord, 6° 26′ 08″ est |                                                                         |
| Coste Plane - Champerous                                           | SIC  | +01 511,        | FR9301525 | 44° 27′ 16″ nord, 6° 26′ 12″ est |                                                                         |
| Dormillouse - Lavercq                                              | SIC  | +06 396,        | FR9301529 | 44° 20′ 18″ nord, 6° 31′ 12″ est | Troupeau dans la vallée de Cheiniers (Méolans-Revel).                   |
| Durance                                                            | SIC  | +15 954,        | FR9301589 | 43° 44′ 03″ nord, 5° 46′ 34″ est |                                                                         |
| Gorges de Trevans - Montdenier - Mourre de Chanier                 | SIC  | +08 826,        | FR9301540 | 43° 51′ 14″ nord, 6° 19′ 32″ est |                                                                         |
| Grand Canyon du Verdon - Plateau de la Palud                       | SIC  | +09 819,        | FR9301616 | 43° 45′ 30″ nord, 6° 21′ 00″ est | Le Verdon à Carajuan (Rougon).                                          |
| Grand Coyer                                                        | SIC  | +06 246,        | FR9301547 | 44° 05′ 10″ nord, 6° 42′ 30″ est | Lac de Lignin au pied du Grand Coyer.                                   |
| Haute Ubaye - Massif de Chambeyron                                 | SIC  | +14 105,        | FR9301524 | 44° 34′ 35″ nord, 6° 51′ 39″ est | Vallon de Fouillouse vu depuis le Parrias Coupa (Saint-Paul-sur-Ubaye). |
| Lac Saint-Léger                                                    | SIC  | +0 0005,27      | FR9301546 | 44° 25′ 13″ nord, 6° 20′ 07″ est |                                                                         |
| Massif du Luberon                                                  | SIC  | +21 365,        | FR9301585 | 43° 48′ 13″ nord, 5° 23′ 18″ est |                                                                         |
| Mercantour                                                         | SIC  | +68 073,        | FR9301559 | 44° 08′ 47″ nord, 7° 10′ 51″ est |                                                                         |
| Montagne de Lure                                                   | SIC  | +04 952,        | FR9301537 | 44° 06′ 57″ nord, 5° 48′ 44″ est |                                                                         |
| Montagne de Val - Hautes Clues de Barles - Clues de Verdaches      | SIC  | +13 225,        | FR9301535 | 44° 16′ 07″ nord, 6° 16′ 54″ est |                                                                         |
| Sites à chauves-souris : Castellet-lès-Sausses et gorges de Daluis | SIC  | +03 428,        | FR9301554 | 44° 01′ 04″ nord, 6° 48′ 08″ est | Chauves-souris dans la grotte de la Lare (Saint-Benoît).                |
| Tour des Sagnes - Vallon des Terres Pleines - Orrenaye             | SIC  | +05 072,        | FR9301526 | 44° 21′ 16″ nord, 6° 46′ 57″ est |                                                                         |
| Vachères                                                           | SIC  | +14 607,        | FR9302008 | 43° 57′ 23″ nord, 5° 39′ 10″ est |                                                                         |
| Valensole                                                          | SIC  | +44 808,        | FR9302007 | 43° 48′ 54″ nord, 6° 04′ 40″ est |                                                                         |
| Venterol - Piégut - Grand Vallon                                   | SIC  | +04 264,        | FR9301545 | 44° 22′ 20″ nord, 6° 01′ 25″ est |                                                                         |
| Durance                                                            | ZPS  | +20 008,        | FR9312003 | 43° 44′ 03″ nord, 5° 46′ 34″ est |                                                                         |
| Mercantour                                                         | ZPS  | +68 073,        | FR9310035 | 44° 08′ 47″ nord, 7° 10′ 51″ est |                                                                         |
| Plateau de Valensole                                               | ZPS  | +44 808,        | FR9312012 | 43° 48′ 54″ nord, 6° 04′ 40″ est |                                                                         |
| Verdon                                                             | ZPS  | +16 068,        | FR9312022 | 43° 45′ 34″ nord, 6° 22′ 31″ est |                                                                         |